# Serromyia aethiopiae
Serromyia aethiopiae är en tvåvingeart som beskrevs av Clastrier och Wirth 1961. Serromyia aethiopiae ingår i släktet Serromyia och familjen svidknott. Inga underarter finns listade i Catalogue of Life.